# FC Bulle
Football-Club Bulle – szwajcarski klub piłkarski, grający obecnie w czwartej lidze szwajcarskiej, mający siedzibę w mieście Bulle.

## Historia
Klub został założony 1 lipca 1910 roku. W 1981 roku klub wywalczył swój historyczny awans z drugiej do pierwszej ligi. W pierwszej lidze występował przez dwa kolejne lata. W sezonie 1992/1993 ponownie grał w pierwszej lidze. Tym razem spędził w niej rok.

## Historia występów w pierwszej lidze
| Sezon     | Pozycja      | M  | Pkt. | Z | R | P  | GZ | GS |
| --------- | ------------ | -- | ---- | - | - | -- | -- | -- |
| 1981/1982 | 11.          | 30 | 19   | 5 | 9 | 16 | 29 | 58 |
| 1982/1983 | 15. (spadek) | 30 | 12   | 4 | 4 | 22 | 27 | 87 |
| 1992/1993 | 12. (spadek) | 22 | 13   | 4 | 5 | 13 | 18 | 42 |

## Reprezentanci kraju grający w klubie
Stan na czerwiec 2015
| - Claude Andrey - Stéphane Henchoz - Adrian Kunz - Badile Lubamba - Pascal Zaugg - Agonit Sallaj - Herby Fortunat | - Alassane Touré - Issaka Abdou - Bassam Dâassi - Béla Bodonyi - Márton Esterházy - Johnson Bwalya |